# Gonçalo Mendes de Saldanha
Gonçalo Mendes Saldanha (Lisboa, c. 1580 – 1645) foi um compositor português entre o Renascimento tardio e Barroco inicial.

## Biografia
Nasceu em Lisboa por volta de 1580. Era irmão do padre António Mendes um célebre poeta latino. Orientou a sua formação musical o famoso compositor Duarte Lobo. A sua atividade encontra-se registada durante a primeira metade do século XVII. Morreu em 1645.

## Obras
Escreveu missas, motetes, salmos, vilancicos e tonos que eram guardados na Bibioteca Real de Música (onde é um dos autores com maior número de obras) e na biblioteca particular do Duque de Lafões (tonos a 4 vozes). A grande maioria destas obras foi perdida, sobreviveram:
- "Missa Pro Defunctis"[1] (atribuído a Gonçalo Mendes Saldanha mas provavelmente de Manuel Mendes)[5]
- "Domine secundum actum meum" (motete)[6]
- "Ay que me llevan preso" (vilancico)[7]
- "Qué me dais, Disfrazado" (vilancico)[6]